# رومن آوینیان
رومن آوینیان (ارمنی: Ռոմեն Ավինյան زاده ۹ ژوئیهٔ ۱۹۳۹ - درگذشته ۲۴ دسامبر ۲۰۰۸) یک بازیگر سینما و تئاتر اهل ارمنستان است. وی از سال ۱۹۹۵ تا ۲۰۰۳ میلادی مشغول فعالیت بود.

## زندگی‌نامه
وی در ۹ ژوئیهٔ ۱۹۳۹ در ایروان به دنیا آمد . وی در جنگ اول قره‌باغ شرکت نمود. وی همچنین برندهٔ جوایزی همچون هنرمند شایسته ارمنستان شوروی شده‌است. وی در ۲۴ دسامبر ۲۰۰۸ در سن ۶۹ سالگی در ایروان درگذشت.

## بخشی از فیلمشناسی
از فیلم‌ها یا برنامه‌های تلویزیونی که وی در آن نقش داشته‌است می‌توان به آثار زیر اشاره کرد.
- فاجعه (فیلم ۱۹۹۳) (۱۹۹۳)
- ودکا لیموترش (۲۰۰۳)